# Parafia Najświętszego Serca Pana Jezusa w Nowym Dworze
Parafia Najświętszego Serca Pana Jezusa w Nowym Dworze Kwidzyńskim – parafia rzymskokatolicka w diecezji elbląskiej. Erygowana 1 lipca 1990 roku przez biskupa warmińskiego Edmunda Piszcza.
Parafia do 1992 roku należała do diecezji warmińskiej. 25 marca 1992 roku została włączona do diecezji elbląskiej.
Na obszarze parafii leżą miejscowości: Nowy Dwór, Grabowo Wielkie, Grabówko, Obory. Tereny te znajdują się w gminie Kwidzyn, w powiecie kwidzyńskim, w województwie pomorskim.
Kościół parafialny został wybudowany w latach 1987–1990, poświęcony 24 maja 1990 roku.

## Proboszczowie
- 1990–1996 – ks. Mirosław Mścichowski
- od 1996 – ks. Aleksander Lewandowski